# Thagria sagittata
Thagria sagittata är en insektsart som beskrevs av Nielson 1977. Thagria sagittata ingår i släktet Thagria och familjen dvärgstritar. Inga underarter finns listade i Catalogue of Life.